# Mahaica River
Der Mahaica River ist ein kleiner Fluss im Norden von Guyana, der direkt in den Atlantik mündet. An der Mündung liegt der Ort Mahaica.
Der Mahaica ist einer der bedeutendsten Küstenflüsse von Guyana. Er bildet grob gesprochen die Grenze zwischen den Regionen Demerara-Mahaica und Mahaica-Berbice. Die Brackwasserzone erstreckt sich bis zu 12 mi (19 km) ins Landesinnere. Der geschätzte Abfluss beträgt zwischen 1.700 Kubikfuß (cft, 48,13 m³) pro Sekunde in der Regenzeit und 700 cft (19,18 m³) pro Sekunde in der Trockenzeit.

## Verlauf
Die Quelle des Mahaica ist kaum auszumachen, weil die Zuflüsse des Oberlaufs sich mit den Zuflüssen in den Unterläufen von Demerara River und Berbice River überschneiden. Der Fluss zerteilt sich in kleinste Zuflüsse, die scheinbar in der „Grenzenlosigkeit“ enden.

## Natur
Der Fluss ist ein beliebtes Gebiet zur Vogelbeobachtung, sowie Refugium für Tiere wie Otter, Brüllaffen und Hoatzins, Guyanas Nationalvogel. 150 Arten von Vögeln wurden am Mahaica River gezählt.

## Wirtschaft
Im Unterlauf des Flusses wird intensiv Landwirtschaft betrieben. Hauptsächlich Reis wird dort angebaut.
Oft kommt es am Fluss zu Überschwemmungen. Der Bellamy Canal wurde 1954 gegraben um den Mahaica mit dem Mahaicony River zu verbinden, als Schutzmaßnahme gegen die Überflutungen. Bis dahin wurden vor allem kleine 'Inseln' mit Poldern geschützt. Der Rutherford Canal verbindet Mahaica mit Broom Hall.
Die Mahaica, Mahaicony, Abary-Agricultural Development Authority wurde 1978 als halbautonome Agentur zur Förderung nachhaltiger landwirtschaftlicher Entwicklung zwischen den Flüssen Berbice und Mahaica gegründet. Die Agency war vor allem für die Konstruktion aller Drainage- und Bewässerungsarbeiten in Mahaica-Berbice an der nordöstlichen atlantischen Küste verantwortlich. Hope Canal wurde gebaut um Überschwemmungen durch Ableitung des Wassers in den Mahaica abzumildern. Der Plan dazu wurde nach der großen 2005 Georgetown flood konzipiert. Wenn die East Demerara Water Conservancy ihre Kapazitätsgrenze erreicht werden die Schleusen von Lama und Maduni geöffnet um Wasser ebenfalls in den Mahaica River abzulassen. 2011 wurde ein Felsendamm errichtet, um die landwirtschaftlichen Flächen während der Flutzeiten zu schützen.
2020 wurden Pläne für ein Luxus-Megaprojekt entlang des Flusses angekündigt.

## Siedlungen
- St. Cuthbert’s Mission, eine bedeutende amerindianische Gemeinde am Fluss.[13]
- Clonbrook